# Лесли-Мелвилл, Александр, 14-й граф Ливен
Александр Роберт Лесли-Мелвилл, 14-й граф Левен, 13-й граф Мелвилл (англ. Alexander Robert Leslie-Melville, 14th Earl of Leven; 13 мая 1924 — 7 апреля 2012) — шотландский пэр и военный.

## Биография
Родился 13 мая 1924 года. Старший сын Арчибальда Лесли-Мелвилла, 13-го графа Левена (1890—1947), и леди Розамонд Сильвии Диане Мэри Фулджем (1893—1974), младшей дочери Сесила Фулджема, 1-го графа Ливерпуля.
Он получил образование в Итонском колледже. Капитан Колдстримского гвардейского полка, участвовал во Второй мировой войне, где был ранен.
Адъютант генерал-губернатора Новой Зеландии (1951—1952), заместитель лейтенанта Нэрна (1961—1969), лорд-лейтенант Нэрна (1969—1999). Он был председателем совета графства Нэрн с 1970 по 1974 год и президентом Британской федерации лыжного спорта и сноуборда.

## Семья
30 апреля 1953 года лорд Левен женился на Сьюзан Стюарт-Мензис (30 марта 1933 — 8 октября 2022), дочери подполковника Рональда Стюарта-Мензиса и Сибил Мэри Уиллоуби Болтон. У супругов было трое детей:
- Дэвид Александр Лесли Мелвилл, лорд Балгони (26 января 1954 — 14 февраля 2007)[2], женился на Джулии Кричли в 1981 году. У них двое детей:
  - Александр Иэн Лесли Мелвилл, 15-й граф Левен (род. 29 ноября 1984)
  - Достопочтенная Луиза Клэр Лесли Мелвилл (род. 18 сентября 1987)
- Леди Джейн Кэтрин Лесли Мелвилл (род. 5 мая 1956), она вышла замуж за Филипа Марка Герни Хадсона в 1977 году. У них две дочери:
  - Кэтрин Лора Хадсон (род. 24 декабря 1983)
  - Сюзанна Джейн Хадсон (род. 26 февраля 1986)
- Достопочтенный Арчибальд Рональд Лесли-Мелвилл (род. 15 сентября 1957)[3][4]. Он женился на Джулии Фокс в 1987 году. У них три дочери:
  - Элис Кэтрин Лесли Мелвилл (род. 12 ноября 1990)
  - Камилла Джейн Лесли Мелвилл (род. 29 августа 1992)
  - Джоанна Джулия Лесли Мелвилл (род. 6 июля 1994).